# ときメモ・カフェ「エコル」
ときメモ・カフェ「エコル」は、かつて東京・原宿にあった『ときめきメモリアルONLINE』のプロモーションを目的にしたコスプレ喫茶兼複合カフェである。コナミの公認により、オーバーロード株式会社によって運営されていた。本項では同店の移転、業態変更により登場したライブハウス兼カフェバー（ライブハウスバー）赤坂ライブシアターエコル（あかさかライブシアターエコル）についても記述する。

## ときメモ・カフェ「エコル」
2005年11月12日・13日のプレオープンの後、同月19日に原宿竹下通り入口にオープンした。店内は学食風に作られていて、店員は『ときめきメモリアルONLINE』のコスプレをし、「エコル生徒」と称して接客していた（一部のイベント時除く）。また、BGMは『ときめきメモリアル』シリーズの曲が流されていた。
『ときめきメモリアル』シリーズのキャラクターや楽曲等の名前を冠した食事を取りながら、店内の端末で『ときめきメモリアルONLINE』のプレイを楽しむことができた他、『ときめきメモリアル』シリーズ関連グッズの販売や関係者のトークショー、ライブアイドル関連イベントなども定期的に行われていた。
2006年8月18日には、同店舗のウェイトレスら9名によるアイドルユニット「ecole merveille:Rouge」（エコル・メルヴェイユ・ルージュ）の結成が発表され、同年9月21日にCDデビューした。
オープンから1周年を迎えた2006年11月19日の営業を最後に、フル・リニューアル期間に入るとの名目で休業した。同年12月1日に赤坂への移転と「赤坂ライブシアターエコル」への店名変更が発表された。
所在地
〒150-0001 東京都渋谷区神宮前1-14-2 ル・ポンテ3階 ※閉店後は、全く関係のない飲食店が入居している。
交通機関
- 山手線原宿駅（竹下口）正面
- 東京メトロ千代田線明治神宮前駅（3番出口）から徒歩3分

## 赤坂ライブシアターエコル
前述の通り、原宿の閉店後、赤坂への移転が発表された。この移転先となったのは、これまで株式会社アクシス・ミュージックがライブハウス「Live Factory FUN」として運営していた施設である。2006年12月22日のオープンにあたり、旧「エコル」の店名と「学校」のコンセプトを継承しつつ施設を改装しているが、その一方『ときめきメモリアル』シリーズのアンテナショップとしての役割はほぼなくなり、サブカルチャー全般の色を出したものとなった。
店内では飲食店としての営業の傍ら、休日など不定期にライブなどのイベントが行われていた。
2007年6月に公式サイトのリニューアル移転などを行ったが、同年7月24日に公式サイト上で7月31日限りでの営業終了が発表され、7月31日付けの営業を最後に閉店した（エコルの完全閉店）。なお、施設は同年9月以降「AKASAKA LIVE SPACE TENJIKU」として同社が引き続き使用している。
「エコル」運営終了日である2007年7月31日は『ときめきメモリアルONLINE』のサービス終了日でもあり、「エコル」の終了は『ONLINE』の終了を受けてのものである。
所在地
〒107-0052 東京都港区赤坂2-14-1 赤坂山王会館地下1階
交通機関
- 東京メトロ千代田線赤坂駅（2番出口）から徒歩1分
- 東京メトロ銀座線・丸ノ内線赤坂見附駅（ベルビー赤坂内出口）から徒歩7分
- 東京メトロ銀座線・南北線溜池山王駅（7番出口、10番出口、または11番出口）から徒歩6分

### ライブ等で登場したアーティスト
なお、トークライブについては省略する。ときメモ・カフェ「エコル」時代から引き継いだ特徴として、ライブアイドル関係が多く見られた。   
- エコル・メルヴェイユ・ルージュ
- MUH〜
- 桜井聖良
- medusa
- 崎谷来未
- ガーベラピューロ
- 土屋彩
- 伊東りな
- あかなぎ
- FICE
- 香栄
- らちゃかん - エコル・メルヴェイユ・ルージュ（エコメル）のリーダー、岩田彩が当時所属していた

## エコル・メルヴェイユ・ルージュ
2006年8月18日に結成し、9月21日にシングル「もっと！モット！ときめき Rouge 2006」（『ときめきメモリアル』の主題歌のロングバージョン「もっと!モット!ときめき」のカバー）でCDデビューした、同店キャストらによって構成されるライブアイドルユニット。『ときメモ・カフェ「エコル」』時代では、『ときめきメモリアルONLINE』のコスプレをして歌っていた。
・初代メンバー
（）内の名前が、普段の芸名である。
- 桜井遙
- 立花恋
- 千田卯月
- 天城翼
- 岩田彩(おやちあき)
- 雪原紫音
- 山野苺
- 苑上じゅり
- キキ(やまもときわこ)

2007年6月にメンバーのほとんどを交代し、エコル完全閉店後はユニット名を略称である「エコメル」に改名した。
・新メンバー
- 華月未来
- 大坂よう子(ようよう)
- 甘夏すぅ
- 紫ノ宮すみれ(宮姫彩)

## 週刊エコル放送室
2006年10月6日から2007年3月まで音泉で毎週金曜日に配信されていたインターネットラジオ。同店内で収録され、上述エコル・メルヴェイユ・ルージュなどの同店キャストが出演していた。『ときメモ・カフェ「エコル」』として2か月、『赤坂ライブシアターエコル』として4か月続いた。